# 布魯克菲爾德鎮區 (伊利諾伊州拉薩爾縣)
布魯克菲爾德鎮區（英語：Brookfield Township）是位於美國伊利諾伊州拉薩爾縣的一個行政鎮區。

## 地方資料
根據2010年美國人口普查的數據，布魯克菲爾德鎮區的面積為123.30平方千米，當中陸地面積為114.70平方千米，而水域面積為8.60平方千米。當地共有人口1021人，而人口密度為每平方千米8.28人。